# Fregaty pancerne typu Preussen
Fregaty pancerne typu Preussen – niemieckie fregaty pancerne, z których pierwsza weszła do służby w 1876 roku. Zbudowano trzy okręty tego typu, z czego jeden zatonął w wyniku kolizji na Morzu Północnym w 1878 roku. Najdłużej, do 1894 roku, w czynnej służbie pozostawał „Friedrich der Grosse”. Oba okręty do 1919 roku były następnie wykorzystywane jako jednostki pomocnicze, w tym jako składy węgla.

## Projekt i budowa
Wstępny projekt okrętów został opracowany w 1868 roku. W 1869 roku do projektu wprowadzono zmiany, polegające na przeniesieniu dział artylerii głównej z centralnej baterii do dwóch wież. Jako pierwszą rozpoczęto budowę „Grosser Kurfürst”.
Kadłub okrętu wykonano głównie z drewna wzmocnionego elementami wykonanymi z metalu. Wręgi i podłużnice wykonane z żelaza tworzyły główną strukturę kadłuba, do której mocowano elementy poszycia i opancerzenia wykonane z drewna tekowego i stali. Opancerzenie stalowe wieży w najgrubszym miejscu dochodziło do 254 mm. Zastosowano 12 przedziałów wodoszczelnych. Kadłub na 60 procentach swojej długości wyposażony był w dno podwójne. Okręty były napędzane przez wyprodukowane w Niemczech maszyny parowe o mocy 5000 KM, do których pary dostarczały opalane węglem kotły. Maszyna parowa napędzała śrubę okrętową o średnicy 6,6 metra. Jako pomocniczy zastosowano napęd żaglowy. 
W latach 1889–1891 dwa ocalałe okręty poddano przebudowie, w wyniku której dodano nowe uzbrojenie. Zamontowano 10 dział 88 mm z zapasem 2500 pocisków i wyrzutnie torpedowe 350 mm z zapasem 13 torped. Na „Preussen” wyrzutnie torpedowe znajdowały się w podwodnej części kadłuba, na „Friedrich der Grosse” w nawodnej.

## Służba
W 1877 roku „Preussen” został wysłany na Morze Śródziemne, gdzie dołączył do eskadry okrętów zabezpieczających niemieckie interesy w związku z
wojną rosyjsko-turecką. W maju 1878 roku trzy okręty tego typu uczestniczyły w manewrach na Morzu Północnym, w ramach eskadry okrętów pancernych. 31 maja biorąca udział w manewrach fregata pancerna „König Wilhelm”, w rejonie kanału La Manche, staranowała i spowodowała zatonięcie fregaty „Grosser Kurfürst” i śmierć 269 członków jej załogi. „Preussen” pozostawał w służbie do 1891 roku, „Friedrich der Grosse” do 1894 roku. Przez kolejne lata okręty były wykorzystywane do zadań pomocniczych m.in. jako jednostki mieszkalne i składy węgla dla mniejszych okrętów. W 1919 roku okręty sprzedano, a następnie złomowano.

## Okręty
| Nazwa                | Stocznia                        | Rozpoczęcie budowy | Data wodowania | Wejście do służby | Los okrętu     |
| -------------------- | ------------------------------- | ------------------ | -------------- | ----------------- | -------------- |
| Preussen             | AG Vulcan Stettin               | 1871               | 22.11.1873     | 04.07.1876        | Złomowany 1919 |
| Friedrich der Grosse | Kaiserliche Werft Kiel          | 1869               | 20.09.1874     | 22.11.1877        | Złomowany 1920 |
| Grosser Kurfürst     | Kaiserliche Werft Wilhelmshaven | 1868               | 17.09.1875     | 06.05.1878        | Zatonął 1878   |